# Трёхгранная кость
Трёхгранная кость (лат. os triquetrum) находится в первом ряду костей запястья. Верхняя поверхность кости выпуклая, и несёт на себе суставную поверхность для сочленения с дистальным отделом предплечья. Латеральная часть кости имеет плоскую суставную поверхность, сочленяющуюся с полулунной костью, нижняя, немного вогнутая поверхность, сочленяется с крючковидной костью, ладонная поверхность — с гороховидной костью.